# تيودورو غونزاليس دي ليون
تيودورو غونزاليس دي ليون (بالإسبانية: Teodoro González de León)‏ هو مهندس معماري ورسام وأستاذ جامعي مكسيكي، ولد في 29 مايو 1926 في مدينة مكسيكو في المكسيك، وتوفي بنفس المكان في 16 سبتمبر 2016.